# ۸۸ (عدد)
۸۸ (هشتاد و هشت) یک عدد طبیعی است که بعد از ۸۷ و قبل از ۸۹ قرار دارد.

## ناسیونالسیم

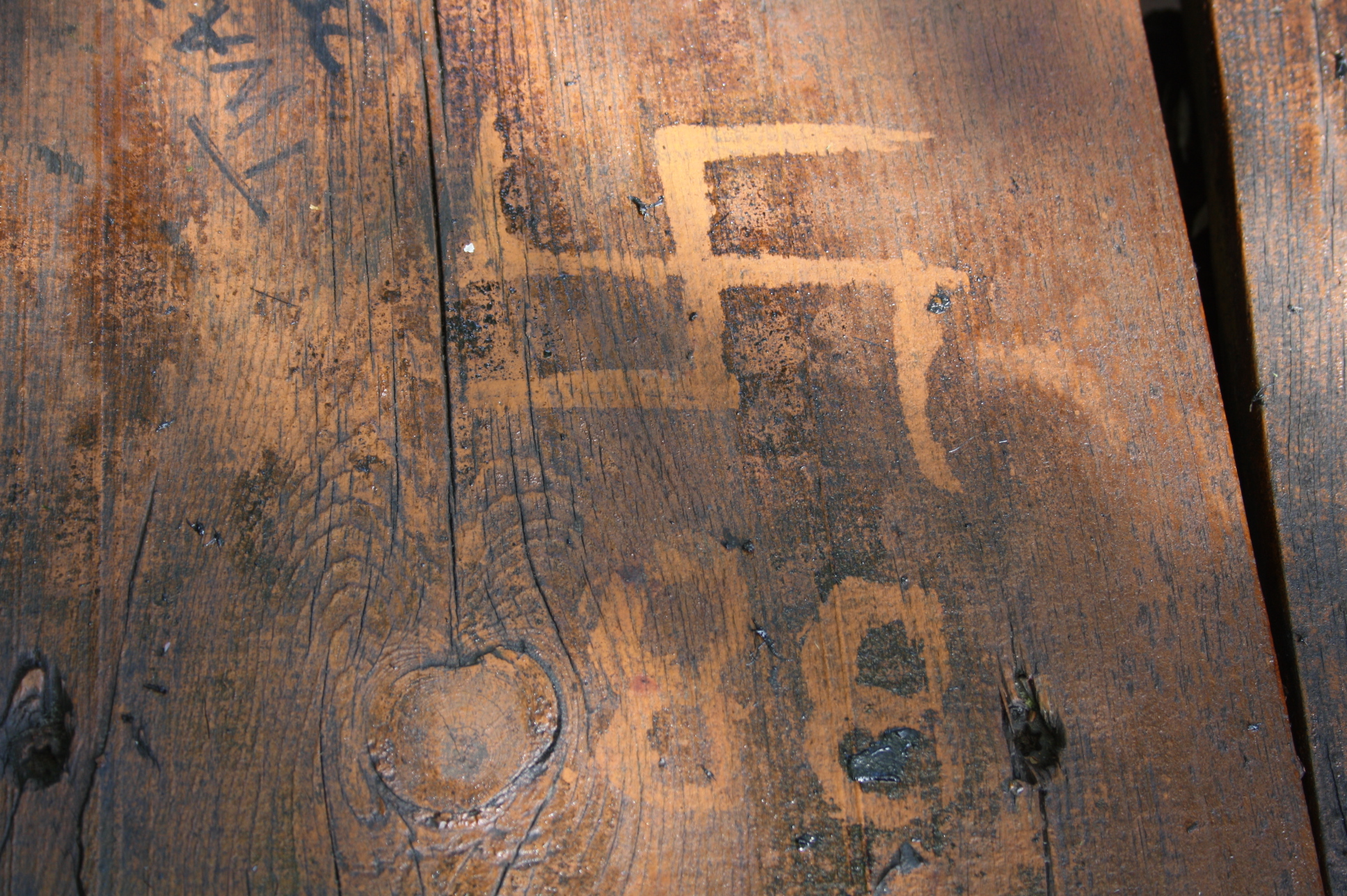
شمارهٔ ۸۸ زیر صلیب شکسته

نئونازی‌ها از عدد ۸۸ برای اشاره به سلام نازی (Heil Hitler) استفاده می‌کنند. حرف H هشتمین حرف الفبای لاتین، و در نتیجه ۸۸ اسم‌رمز HH است. شایان ذکر است 88 و HH شباهت ظاهری هم دارند.